# أدريان كنوب
أدريان كنوب (مواليد 2 يوليو 1968 في ليستل) هو لاعب كرة قدم سويسري دولي سابق كان يلعب كمهاجم. اعتزل اللعب عام 1998. سبق له أن لعب في كأس العالم لكرة القدم مع منتخب بلاده. بدأ مسيرته الرياضية عام 1986. لعب خلال مسيرته 273 مباراة سجل خلالها 85 هدفاً.

## مسيرته الكروية
لعب أدريان كنوب خلال مسيرته الاحترافية مع 6 أندية في أربعة عشر موسمًا وسجل خلالها 94 هدفًا ضمن 301 مباراة. حيث فاز في موسمين بالكأس ولم يفز بأي دوري.
خاض أدريان كنوب مسيرته مع نادي بازل في موسم 1985–86 في المرة الأولى واستمر معه طيلة ثلاثة مواسم ثم في موسم 1996–97 ولمدة موسمين، مشاركًا طوالها في 97 مباراة سجل خلالها 28 هدفًا. ثم انتقل إلى نادي آراو في موسم 1988–89 لمدة موسم واحد، حيث شارك في 33 مباراة سجل خلالها 13 هدفًا. لينتقل بعدها إلى نادي لوزيرن في موسم 1989–90 واستمر معه طيلة ثلاثة مواسم، مشاركًا في 74 مباراة سجل خلالها 20 هدف. ثم انتقل إلى نادي شتوتغارت في موسم 1992–93 ولمدة موسمين، مشاركًا في 53 مباراة سجل خلالها 20 هدف أيضًا. هذا وانتقل لاحقًا إلى نادي كارلسروه في موسم 1994–95 ولمدة موسمين، مشاركًا في 39 مباراة سجل خلالها 11 هدفًا. ثم انتقل بعدها إلى نادي غلطة سراي في موسم 1995–96 لمدة موسم واحد، مشاركًا في 5 مباريات سجل خلالها هدفين.

## وصلات خارجية
- أدريان كنوب على موقع الاتحاد الأوربي (الإنجليزية)
- أدريان كنوب على موقع اتحاد تركيا (لاعب) (الإنجليزية)
- أدريان كنوب على موقع قاعدة بيانات كرة القدم.إي يو (الإنجليزية)
- أدريان كنوب على موقع بيانات كرة القدم. دي إي (الألمانية)
- أدريان كنوب على موقع ناشيونال فوتبول تيمز (الإنجليزية)
- أدريان كنوب على موقع Soccerway.com (الإنجليزية)
- أدريان كنوب على موقع عالم كرة القدم.نت (الإنجليزية)